# Ленгрис
Ленгрис (њем. Lenggries) општина је у њемачкој савезној држави Баварска. Једно је од 21 општинског средишта округа Бад Телц-Волфратсхаузен. Према процјени из 2010. у општини је живјело 9.688 становника. Посједује регионалну шифру (AGS) 9173135.

## Географски и демографски подаци
Ленгрис се налази у савезној држави Баварска у округу Бад Телц-Волфратсхаузен. Општина се налази на надморској висини од 679 метара. Површина општине износи 242,9 km². У самом мјесту је, према процјени из 2010. године, живјело 9.688 становника. Просјечна густина становништва износи 40 становника/km².

## Међународна сарадња
| Мјесто   | Држава    | Врста сарадње | Од    |
| -------- | --------- | ------------- | ----- |
|          | Француска | партнерство   | 1981. |
|          | Француска | партнерство   | 1981. |
|          | Француска | партнерство   | 1981. |
|          | Француска | партнерство   | 1981. |
| Бренголо | Француска | партнерство   | 1981. |
| Извор    |           |               |       |